# Jan Švankmajer
(Anthony Lane - "The New Yorker")
Jan Švankmajer (AFI: [ˈjan ˈʃvaŋkmajɛr]) (Praga, 4 settembre 1934) è un regista, sceneggiatore e animatore ceco.
È un artista surrealista, noto soprattutto per le sue opere d'animazione, che hanno ispirato artisti come Terry Gilliam e i fratelli Quay.

## Biografia
Ha studiato all'Accademia delle belle Arti praghese specializzandosi in rappresentazioni con i burattini, regia e scenografia. Ha esordito nel cinema nel 1964 con il corto "Posledni trik pana Schwarzewaldea a pana Edgara" (The Last Trick). Durante la Primavera di Praga dirige quattro film che segnano il suo passaggio dal surrealismo al manierismo.
Nel 1987 gira il suo primo lungometraggio, "Neco z Alenky" (Alice), presentato al Festival di Berlino. Del 1993 è il suo secondo film, "Lekce Faust" (Faust), presentato a Cannes e seguito nel 1996 da "Spiklenci slasti" (Cospiratori del piacere).
Švankmajer si è guadagnato la sua reputazione dopo diversi decenni di lavoro e grazie alla sua tecnica peculiare dello stop-motion e per la capacità di creare immagini surreali, da incubo, e tuttavia in qualche modo buffe. Fino al 2005 è stato impegnato a Praga con la realizzazione di un nuovo film horror, Šílení, ispirato ai racconti di Edgar Allan Poe e del Marchese de Sade, la cui influenza era presente anche in molti suoi lavori passati.
Le caratteristiche dei film di Švankmajer sono:
- suoni esasperati, e che creano sempre un effetto assai strano, in tutte le scene in cui qualcuno si ciba;
- sequenze molto accelerate quando le persone camminano o interagiscono tra loro;
- oggetti inanimati che prendono improvvisamente vita attraverso la stop-motion.

Il cibo è uno dei temi e degli elementi che preferisce e la stop-motion è presente in tutti i suoi film, nonostante nei lungometraggi siano incluse anche scene dal vivo più o meno lunghe.
Molti suoi film, come il cortometraggio Do pivnice, sono girati con una prospettiva infantile, e, allo stesso tempo, svelano una natura aggressiva e disturbante.
Oggi è celebrato come uno dei più grandi animatori al mondo. I suoi lavori più famosi sono probabilmente i lungometraggi Alice, del 1988, Faust, del 1994, Cospiratori del piacere, del 1996, e Otesánek, del 2000. Altrettanto conosciuto (ed imitato) è il corto Možnosti dialogu (1982), che mostra teste simili a quelle di Arcimboldo che si riducono l'una l'altra fino a diventare tutte uguali ("exhaustive discussion"), un uomo e una donna d'argilla che si dissolvono sessualmente l'uno dentro l'altro, poi litigano e si riducono a una frenetica poltiglia bollente ("passionate discourse"); e due teste di argilla più anziane che tirano fuori vari oggetti dalle loro lingue (spazzolini e dentifrici, scarpe e lacci, ecc.) e li usano in ogni combinazione possibile, sensata o meno ("factual conversation").
Il 27 luglio 2013 è stato insignito del Primo Premio Circolino dei Films per l'innovazione e la creatività.

## Vita privata
Fu sposato con Eva Švankmajerová, pittrice surrealista, ceramista e scrittrice di fama internazionale, fino alla morte di lei, nel 2005. La Švankmajerová prese parte a molti suoi film, tra i quali Faust, Otésanek e Alice.

## Filmografia

### Regista
Lungometraggi
- Alice (Neco z Alenky) (1988)
- Lekce Faust (1994)
- Cospiratori del piacere (1996)
- Otesánek (2000)
- Šílení (2005)
- Prezít svuj zivot (teorie a praxe) (2010)
- Hmyz (2018)

Cortometraggi
- Poslední trik pana Schwarcewalldea a pana Edgara (1964)
- Johann Sebastian Bach: Fantasia G-moll (1965)
- Hra s kameny (1965)
- Et Cetera (1966)
- Rakvickarna (1966)
- Historia Naturae, Suita (1967)
- Zahrada (The Garden) (1968)
- Picknick mit Weismann (1968)
- Byt (1968)
- Tichý týden v dome (1969)
- Kostnice (1970)
- Don Sajn (1970)
- Zvahlav aneb Saticky Slameného Huberta (1971)
- Leonarduv denik (1972)
- Otrantský zámek (1977)
- Zánik domu Usheru (1982)
- Možnosti dialogu (1982)
- Do pivnice (1983)
- Kyvadlo, jáma a nadeje (1984)
- Muzné hry) (1988)
- Another Kind of Love - videoclip musicale (1988)
- Zamilované maso (1989)
- Flora (1989)
- Animated Self-Portraits, co-regista (1989)
- Tma/Svetlo/Tma (1990)
- Konec stalinismu v Cechách (1991)
- Jídlo (1993)

### Animazione
Animatore, Disegnatore, Collaboratore Artistico, Effetti Speciali:
- 1958 - Johanes Doktor Faust, di Emil Radok
- 1965 - Číslice (Ciphers), di Pavel Procházka
- 1972 - Obrazy Starého Sveta (Pictures of the Old World), di Dušan Hanák
- 1977 - Adéla ještě nevečeřela (Nick Carter Quel Pazzo Detective), di Oldřich Lipský
- 1978 - Deváté Srdce (Il Nono Cuore), di Juraj Herz
- 1979 - Hodinářova Svatební Cesta Korálovým Mořem (The Watchmaker's Wedding Trip to the Coral Sea), di Tomáš Svoboda
- 1980 - Blázni, Vodníci a Podvodníci (Madmen, Water Sprites and Hold-Your-Money-Tights), di Tomáš Svoboda
- 1981 - Tajemství Hradu v Karpatech (The Mysterious Castle of the Carpathians), di Oldřich Lipský
- 1981 - Upír z Feratu (The Ferat Vampire), di Juraj Herz
- 1981 - Gosti iz Galaksije (Visitors from the Galaxy), di Dušan Vukotic
- 1982 - Monstrum z Galaxie Arkana (Monster from the Arkan Galaxy), di Dušan Vukotic
- 1984 - Tři veteráni (Three Veterans), di Oldřich Lipský
- 1984 - Barrandovské Nokturno Aneb Jak Flm Tančil a Zpíval (Barrandov Nocturne), di Vladimír Sís
- 1985 - Skalpel, Prosím (Scalpel, Please), di Jiří Svoboda
- 1987 - Pehavý Max a Strašidlá (Freckled Max and the Spooks), di Juraj Jakubisko

Collaborazioni
- 1989 - Animated Self-Portraits, International Animators

### Documentari
(con o su di lui)
- 1984 - The Cabinet of Jan Švankmajer, di Keith Griffiths, Stephen e Timothy Quay
- 1990 - The Animator of Prague, di James Marsh
- 1995 - L'Amour Fou - Ludvík Sváb, di (Martina Kudláček)
- 2001 - Laterna Magika - Život se Snem (Laterna Magika - Life as a Dream), di Petr Kaňka
- 2001 - Les Chimères des Švankmajer, di Bertrand Schmitt, Michel Leclerc
- 2001 - Příběhy Obrazů a Soch (The History of Painting and Sculpture), di Aleš Kisil